# أحمد بن صالح الوراق الحلبي
أحمد بن صالح الوراق الحلبي. معروف بالوراق الخلوتي الاخلاصي الحلبي، اديب ناظم بارع فاضلاً له اطلاع وفضيلة بالمعاني والبيان والعربية وفنون الادب والعلم.

## سيرته
ولد عام 1123 هـ/ 1711 م. كان في شبابه يتعاطى صناعة القصب. انتقل إلى باب أموي حلب الشرقي عام 1148 هـ/ 1735 م واشتغل ببيع الورق، فعرف منذ ذلك الوقت بالوراق. كان يتردد على أفاضل حلب طلبا للعلم والتحصيل.
أخذ العربية عن الشيخ محمد الحموي، والفقه والعقائد عن الشيخ قاسم النجار، والبديع عن الشيخين قاسم اليكرجي وابن الزمار. وأجازه علّامة بغداد صالح البغدادي، وسمع معظم صحيح البخاري عن المحدث محمد بن الطيب المغربي، وأخذ المصطلح والأدب والمعاني والبيان عن الشيخ علي الميقاتي بأموي حلب.
حسن الاخلاق مجيداً ماهراً محبوباً عند الناس.

## شعر
له عدة قصائد نبوية. أشهلرها قصيدة نظمها في التوسل: أشرف الخلق وسيد الأواخر والأوائل.

## وفاته
توفي عام 1189 هـ/ 1775 م ودفن في مقبرة جامع البختي تجاه تكية بابا بيرم.